# 木禽岳
木禽岳（ききんだけ）は、北海道の網走郡津別町にある標高994.5mの山である。山頂には二等三角点「木禽留志」が設置されている。

## 概要
阿寒湖の北側に位置する山で、南の阿幌岳を含め大きな山体を成す。阿寒湖畔からは歌云内（818.6m）に遮られるため山頂部分は少ししか見えない。1887年頃に森林火災が発生しており、それにより自然発生したアカエゾマツは、現在は木禽岳アカエゾマツ希少個体群保護林として保護されている。阿寒カルデラが形成される前から存在した成層火山であり、古い溶岩が露出している。
かつて山頂に樹木がないことから坊主山と呼ばれていたことがある。北海道実測切図などではアイヌ語地名としてキキンルーチシヌプリ（キキン・峠・山）と阿幌岳山頂に書かれていた。「キキン」の名前の由来は諸説ある。
- エゾノウワミズザクラ（キキンニ）が多いことに由来するという説[4]。
- 昔あった網走川本流に沿って阿寒方面へ抜ける道の近道となる「キキンルーチシ」を通る川（ヌッパオマナイ川）沿いのルートがあったとされ、「キキン」は「kir ika ru（山・を越えて近道していく・道）」が転訛したものであるという説。「キキンルーチシ」は津別町相生の450m標高点あたりと推測されている[4]。

「キキン」という地名はかつて津別町に存在していた飜木禽（ぽんききん）村の名前にもなっている。なお、地名としての飜木禽はのちに本岐（相生線の本岐駅があったあたり）へと改められている。

## 登山
阿幌岳と一緒に登られることが多い。キキン岳林道から山頂近くまで車で行くことができ、そこからは短時間で登ることができる。登山道は笹に覆われている箇所もある。木禽岳から阿幌岳までは登山道がないため、藪漕ぎをしながら進む。